# جام لاتین
جام لاتین (اسپانیایی: Copa Latina، پرتغالی: Taça Latina، ایتالیایی: Coppa Latina، فرانسوی: Coupe Latine) رقابت بین‌المللی فوتبال برای باشگاه‌های اروپای لاتین شامل اسپانیا، فرانسه، ایتالیا و پرتغال بود. این رقابت‌ها از سال ۱۹۴۹ تا ۱۹۵۷ میلادی برگزار می‌شد.